# Demografía de Dominica
Casi todos los dominiqueses son descendientes de los esclavos africanos comprados por los dueños de plantaciones coloniales en el siglo XVIII. Dominica es la única isla del Este del Mar Caribe que mantiene algo de su población precolombina (los aborígenes caribes), que son cerca de 3000 personas que viven en la costa este de la isla.
La tasa de crecimiento poblacional es muy lenta, debido, en primer lugar, a la emigración hacia islas caribeñas más prósperas, Estados Unidos, Inglaterra y Canadá. El inglés es el idioma oficial y universalmente entendido, sin embargo, a causa de la dominación histórica francesa, el criollo antillano, un dialecto francés, es también ampliamente hablado. Cerca del 80% de la población es católica. En los últimos años, se han establecido cierto número de iglesias protestantes.

Población:
71.540 (julio de 2000 est.)
Estructura etaria:

0-14 años:

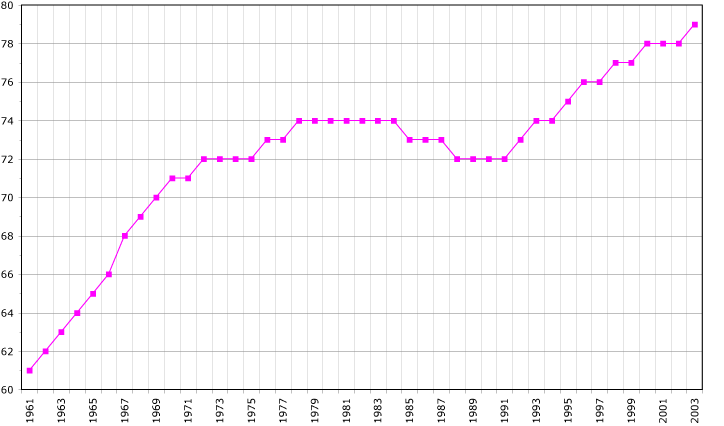
Población de Dominica desde 1961 hasta 2003.

29% (hombres: 10.556; mujeres: 10.254)

15-64 años:
63% (hombres: 23.151; mujeres: 21.984)

65 y más años:
8% (hombres: 2.294; mujeres: 3.301) (2000 est.)
Tasa de crecimiento poblacional:
-1,14% (2000 est.)
Tasa de natalidad:
18,27 nacimientos/1.000 habitantes (2000 est.)
Tasa de mortalidad:
7,3 muertes/1.000 habitantes (2000 est.)
Tasa neta de migración:
-22,39 migrantes/1.000 habitantes (2000 est.)
Distribución por sexo:

al nacer:
1,05 hombres/mujeres

menos de 15 años:
1,03 hombres/mujeres

15-64 años:
1,05 hombres/mujeres

65 y más años:
0,69 hombres(s)/mujeres

total de la población:
1,01 hombres/mujeres (2000 est.)
Tasa de mortalidad infantil:
17,13 muertes/1.000 nacimientos vivos (2000 est.)
Expectativa de vida al nacer:

total de la población:
73,35 años

hombres:
70,5 años

mujeres:
76,36 años (2000 est.)
Tasa de fertilidad:
2,05 niños nacidos/mujer (2000 est.)

Grupos étnicos:
Negros 86,8%, Mulatos/Mestizos 8,9%, Indígenas caribes 2,9%.
Religión:
Católicos: 77%, protestantes: 15% (metodistas: 5%, pentecostales: 3%, adventistas del Séptimo Día: 3%, bautistas: 2%, otros: 2%), ateos: 2%, otros: 6%.
Idiomas:
Inglés (oficial), dialectos franceses
Alfabetismo:

definición:
personas de 15 años o más que alguna vez han asistido al colegio 

total de la población:
94%

hombres:
94%

mujeres:
94% (1970 est.)